# 新北市立海山高級中學
新北市立海山高級中學（英語：New Taipei Municipal Hai-Shan High School），簡稱海山高中，是新北市板橋區的市立完全中學，高中部設有普通科及附設進修部，鄰近板橋車站和板橋府中商圈，正對面為板橋第一體育場。

## 校史
海山高中原為臺北縣立海山國民中學（简称海山國中），創始於1968年12月3日，因位於板橋海山西區乃命名為「海山」。1997年改制為完全中學，並招收高中部一年級新生八班，2000年奉命升格為「海山高中」。
1968年由張義明籌劃，創校初期有新生十二班，學生六百餘人。在1989年擴增至一百八十四班，學生近萬人。1997年改制為完全中學，並招收高中部一年級新生八班。

## 歷任校長
1. 湯錫珩 1969年-1981年
2. 尚文彬
3. 管天福
4. 孫以宙
5. 許茂雄 1994年-1997年
6. 侯世昌 (代理) 1997年
7. 張再興 1997年-2004年
8. 吳松溪 2004年-2009年
9. 林蕙質 2009年-2011年
10. 徐美鈴 2011年-2016年
11. 古秀菊 2016年-